# راکت تنیس روی میز

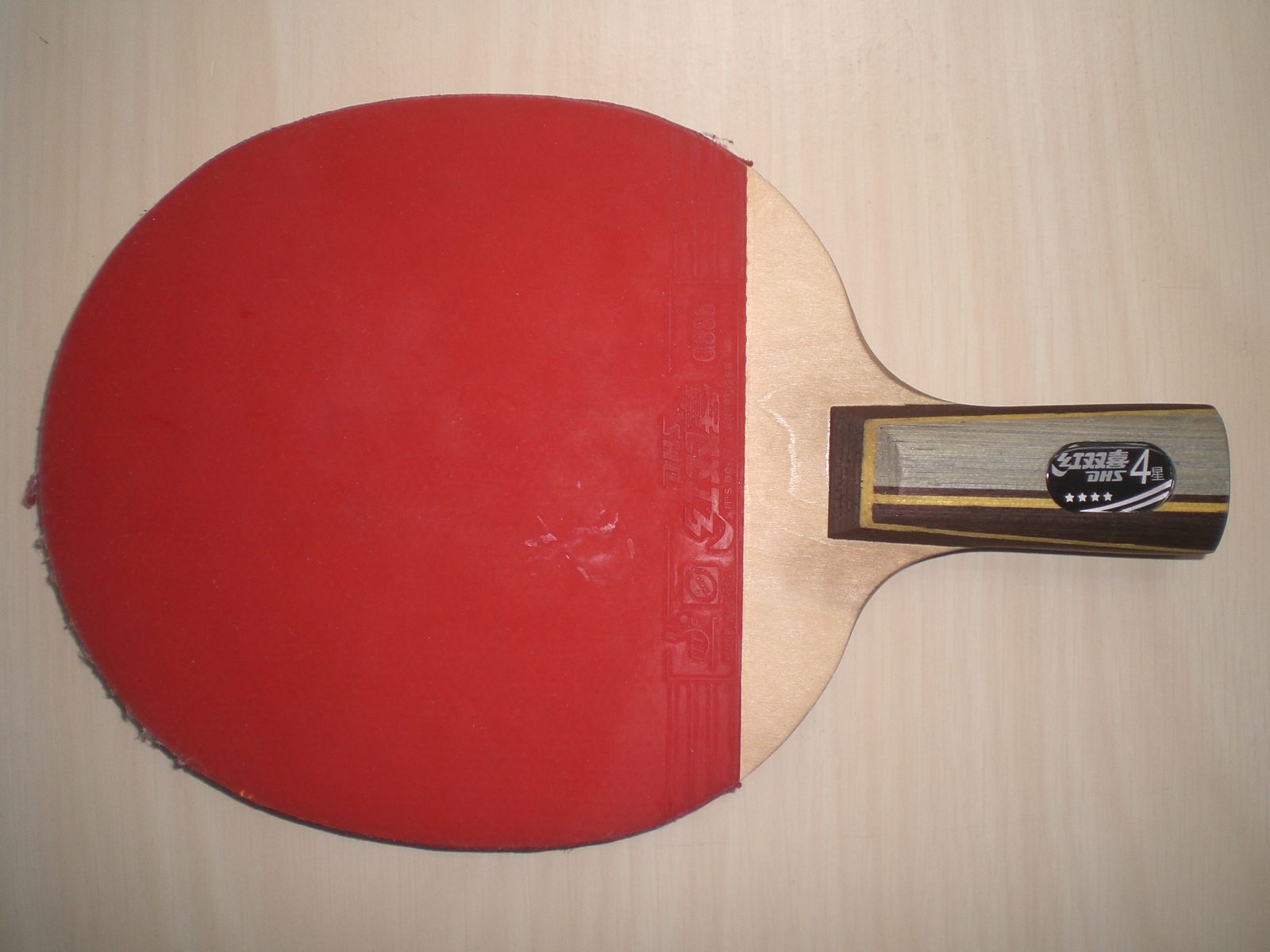
عکس راکت چینی

راکت تنیس روی میز , ضروری‌ترین وسیله ورزشی مورد استفاده توسط یک بازیکن پینگ پنگ می‌باشد که در آمریکا به آن Paddle, در انگلیس و هند Bat و در اصطلاحات فدراسیون جهانی تنیس روی میز به آن راکت Racket می‌گویند. معمولاً یک طرف این راکت‌ها سیاه و طرف دیگر قرمز است.

## آشنایی با راکت پینگ پنگ
براساس قوانین فدراسیون جهانی تنیس روی میز، راکتهای پینگ پنگ می‌توانند به هر شکل و اندازه و وزنی باشند اما باید سطوح مسطحی در هر دو طرف آن وجود داشته باشد. به‌طورکلی راکتهای پینگ پنگ از دو بخش اصلی تیغه و رویه لاستیکی تشکیل شده‌اند، که جنس، ضخامت و ساختار هر یک از این دو اجزاء نقش بسیار مهمی در نحوه عملکرد تنیس باز ایفاء می‌کنند. در دهه ۱۹۸۰ فدراسیون بین‌المللی تنیس روی میز، قوانین جدید در مورد راکت تنیس روی میز را معرفی کرد که بیان می‌کند یک طرف راکت باید قرمز باشد و طرف دیگر سیاه.
متن رایج این قانون عبارت است از: مواد پوشش دهندهٔ سطح کنار تیغه یا طرف دیگر که پوشانده نشده باید قرمز مات روشن و در طرف دیگر سیاه باشد.
عموماً راکتها به دو صورت آماده و سفارشی وجود دارند. راکتهای آماده، راکتهایی هستند که به‌صورت مونتاژ شده هستند و دارای تیغه و رویه لاستیکی مشخصی برای سبک بازی خاصی می‌باشند. این گونه از راکتها دارای انواع زیادی می‌باشند و تولیدکنندگان متعددی براساس یافته‌های خود اقدام به تولید این گونه از راکتهای پینگ پنگ می‌کنند. در اینگونه از راکتها کافیست که براساس سبک بازی خود اقدام به انتخاب یکی از راکتهای آماده بکنید. اما، بعضی از ورزشکاران حرفه ای براساس سبک بازی خود، ترجیح می‌دهند که اجزاء مختلف راکت را به‌صورت جداگانه تهیه کنند و توسط خودشان راکتها را مونتاژ کنند که به این گونه از راکتها، راکتهای سفارشی می‌گویند.

## جنس راکت
با پیشرفت تکنولوژی و اضافه شدن کربن به چوب راکتهای پینگ پنگ، راکتها به دو دسته کربن دار و بدون کربن تقسیم شدند با وجود اینکه موادی مانند شیشه، فایبر گلاس و تکسالیوم هم به چوب راکتها اضافه می‌شوند اما دسته‌بندی راکتها به دو نوع کربن دار و بدون کربن می‌باشند. یکی از مباحث پیچیده و بسیار پیشرفته نوع لایه‌های چوب (سفت، تقریباً سفت، سرعتی نرم،کنترلی نرم، نرم) است.
هرچقدر لایه‌های چوب سفت‌تر باشد سرعت ضربه بیشتر می‌شود کنترل و احساس آن کم می‌شود و بازیکنان باید با توجه به سبک بازی و نظر مربی خود راکت مورد نظر را انتخاب کنند. هرچه بازیکنان تجربه بیشتری در بازی داشته باشند از چوب لایه‌های سفت‌تر استفاده می‌کنند چرا که سرعت بازی را افزایش می‌دهد و با تمرین بیشتر به این نوع بازی عادت می‌کنند و حرفه ای تر می‌شوند و همین‌طور بازیکنان مبتدی بهتر است از چوب‌های کنترلی نرم و سرعتی نرم استفاده کنند.

## نحوه دست گرفتن راکت پینگ پنگ
سبک Shakehand grip متداول‌ترین روش برای نگهداری راکت تنیس روی میز است. تقریباً همهٔ بازیکن در اروپا و آسیا به همین شکل بازی می‌کنند. نحوه نگه داشتن راکت مانند این است که می‌خواهید با کسی دست بدهید. به نظر ما، این بهترین روش نگهداری راکت برای مبتدیان است.
سبک Penhold grip این سبک زیاد رایج نیست اما توسط برخی بازیکنان آسیایی در چین، ژاپن و کره استفاده می‌شود. بازیکنان هجومی بیشتر از این سبک استفاده می‌کنند زیرا به ضربات فورهند قدرت بالایی می‌دهد، اما هنگام ضربات بک هند زیاد کاربردی نیست و جزو نقاط ضعف این سبک محسوب می‌شود.
- ویکی‌پدیا انگلیسی
- منبع: تپ سنج